# Burg Nihonmatsu
Die Burg Nihonmatsu (japanisch 二本松城, Nihonmatsu-jō) befindet sich in der Stadt Nihonmatsu, Präfektur Fukushima. In der Edo-Zeit residierten dort die Niwa, die mit einem Einkommen von 100.000 Koku zu den größeren Tozama-Daimyō gehörten.

## Burgherren
- Um 1600 die Kamō (蒲生氏, Kamō-shi)
- Ab 1627 Matsushita Shigetsuna mit einem Einkommen von 50.000 Koku.
- Ab 1629 ein Zweig der Katō mit einem Einkommen von 30.000 Koku.
- Ab 1643 ein Zweig der Niwa mit einem Einkommen von 100.000 Koku.

## Die Anlage
Die von den Tateyama erbaute Burg fiel 1590 an die Date als Zweigburg der Burg Wakamatsu. Dann folgten die Kamō, Uesugi, wieder die Kamō, schließlich die Matsushita und Katō. 1643 kam die Burg an die Niwa, wobei der von Shirakawa kommenden Niwa Mitsushige (1622–1701) einen eigenen Han mit 100.000 Koku  begründeten. Die Niwa blieben Burgherren bis zur Meiji-Restauration 1868.
Im Boshin-Krieg wurde die Burg bekannt durch den opfervollen Einsatz der aus Jugendlichen bestehenden Nihonmatsu shonentai (二本松初年隊). Nach der  Niederlage wurde Burg und Residenz zerstört.
Die Burg mit ihren Verteidigungsanlagen wurde vom ersten Burgherren Niwa Mitsushige ab 1649 erbaut. Auf einer Anhöhe, die Shirahata-ga-mine (白幡ヶ峰) genannt wird, wurde der zentrale Bereich, das Hommaru erbaut. Am Südhang weiter tiefer wurde die „Neue Residenz“, der zweite Burgbereich Ni-no-maru angelegt, von wo aus das Lehen (Han) regiert wurde. Hommaru und Ni-no-maru wurden durch hohe Steinmauern geschützt. Der untere Burgbereich nutzte den Schutz eines Tales aus, wobei die Anlage fünf Tore, darunter das Takeda-mon (竹田門) und das Ikeiri-mon (池入門) erhielt. Innerhalb der Burganlage befand sich auch das Samurai-Viertel.
1982 wurde eins der unteren Tore, das Minowa-mon (箕輪門) wieder aufgebaut. Davor befindet sich die Denkmalgruppe der Shontentai.

## Bilder

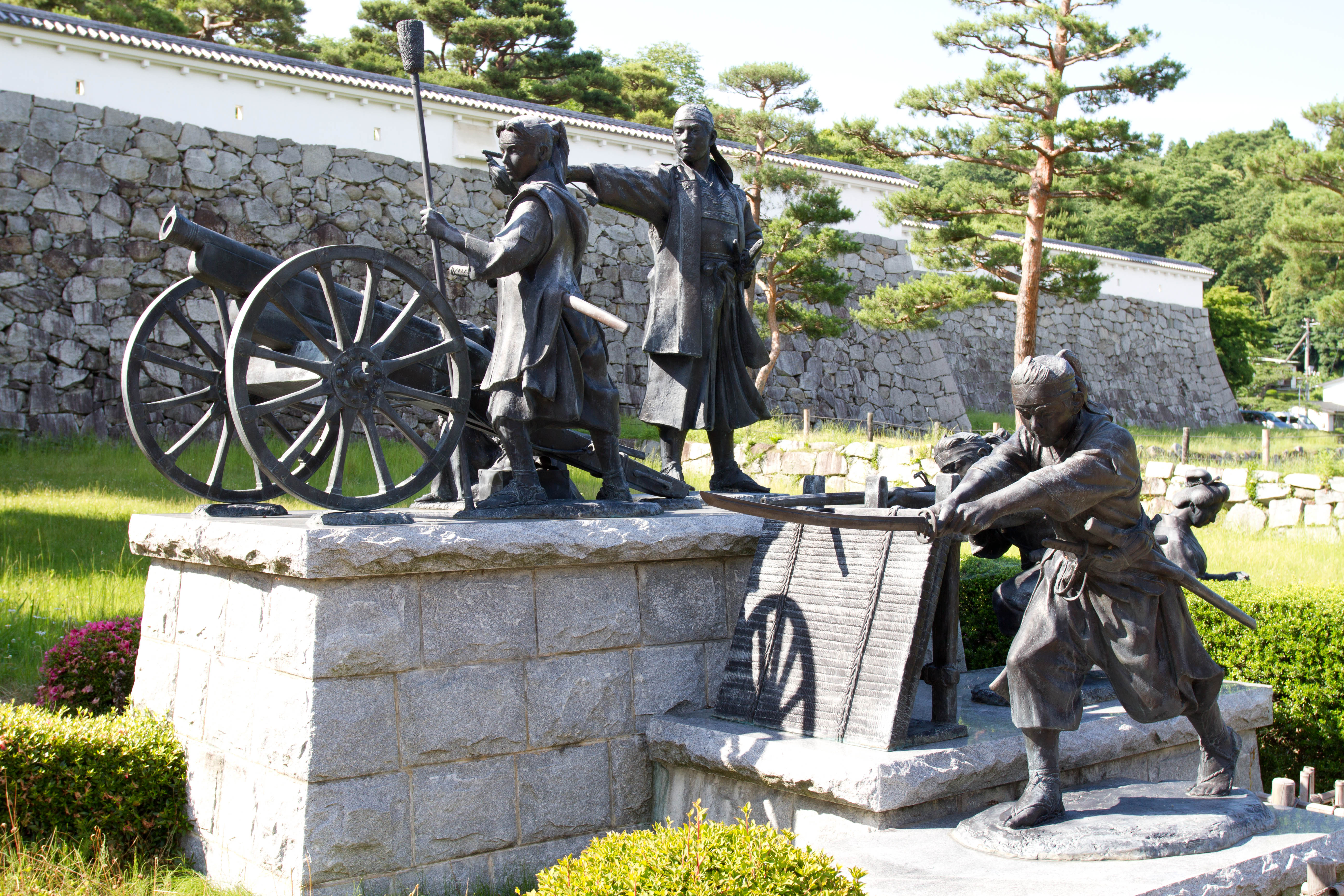
Denkmal für das Shonen-tai
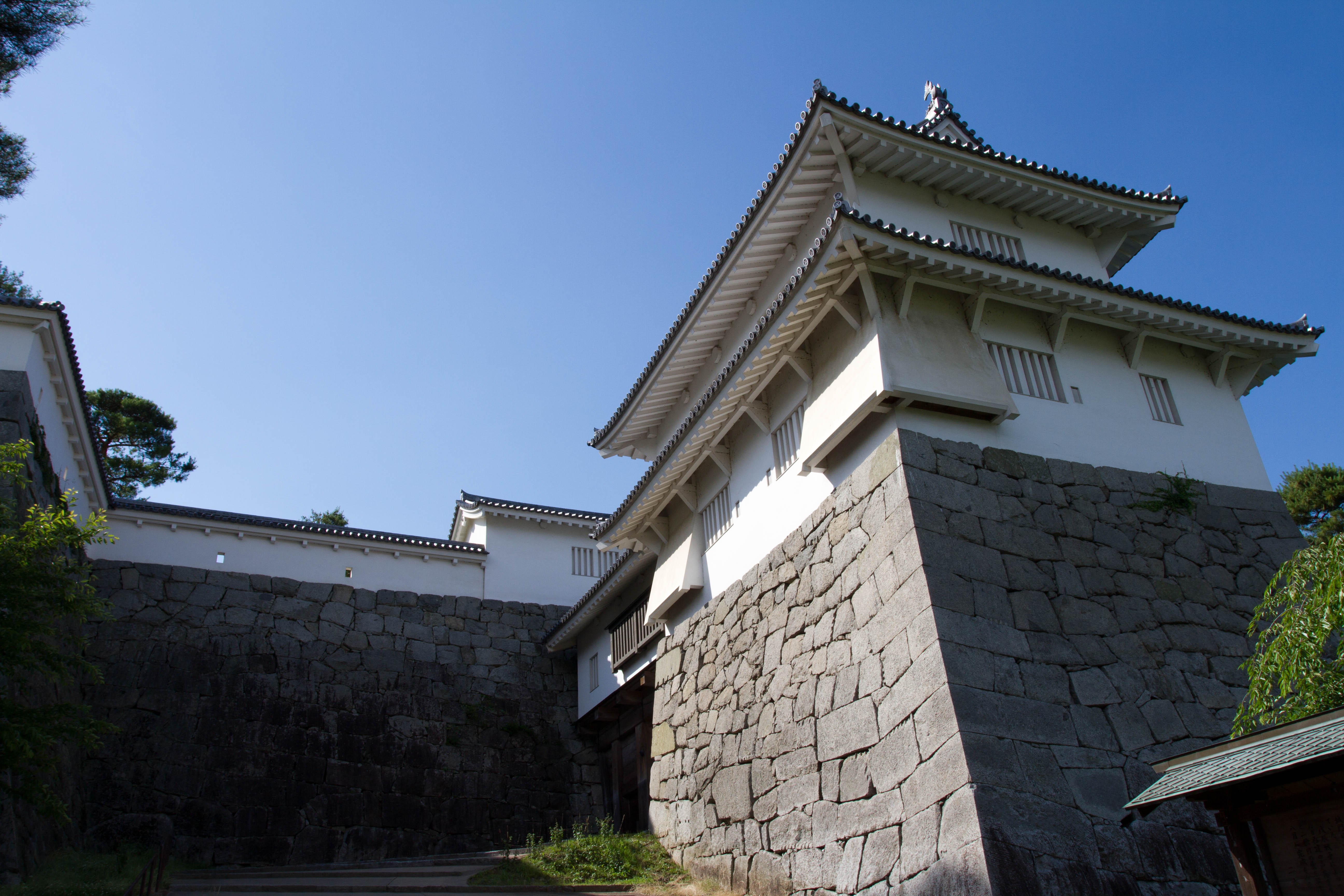
Minowa-Tor, außen
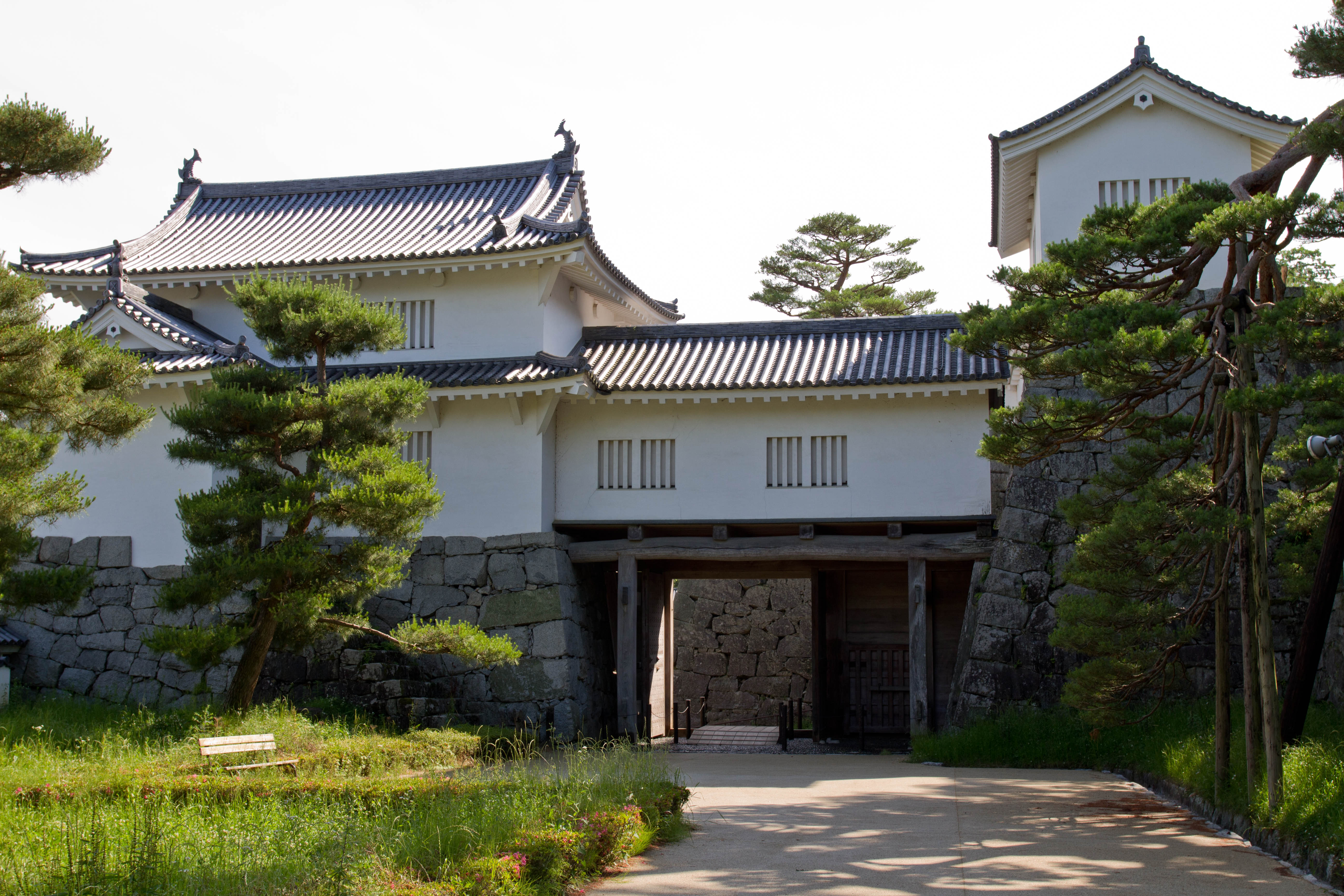
Minowa-Tor, innen
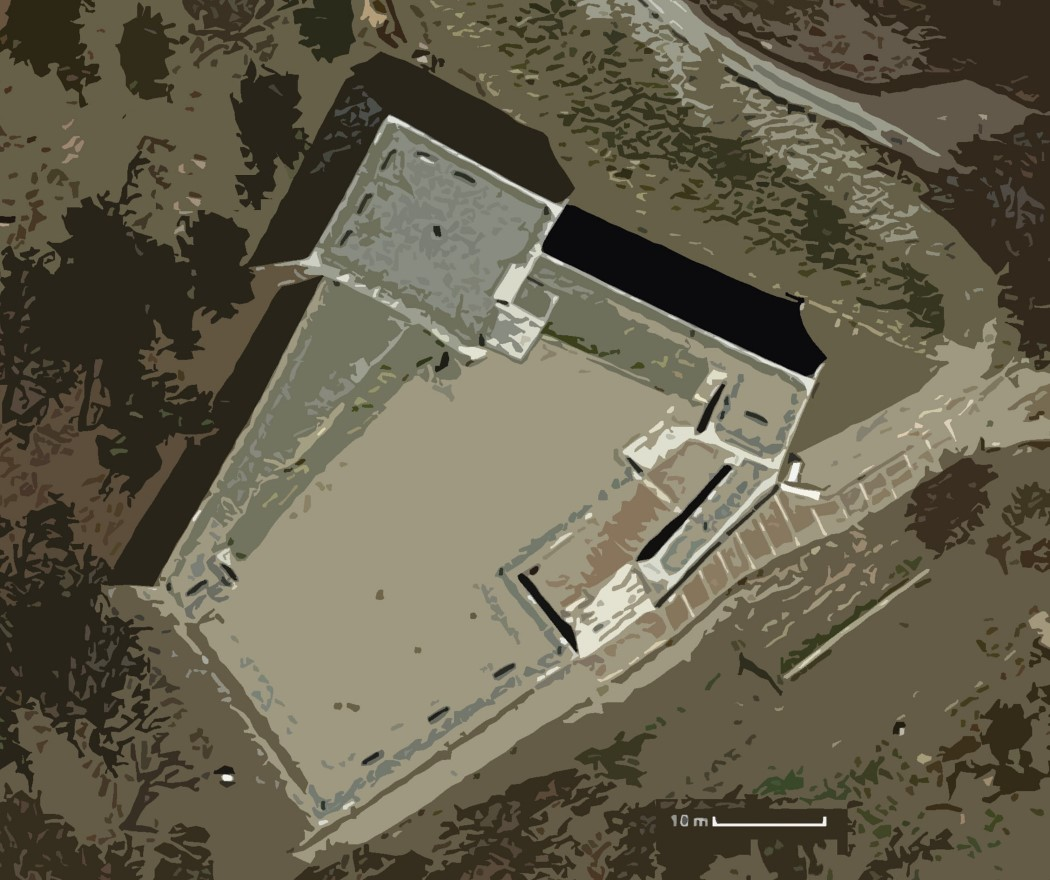
Das Hommaru
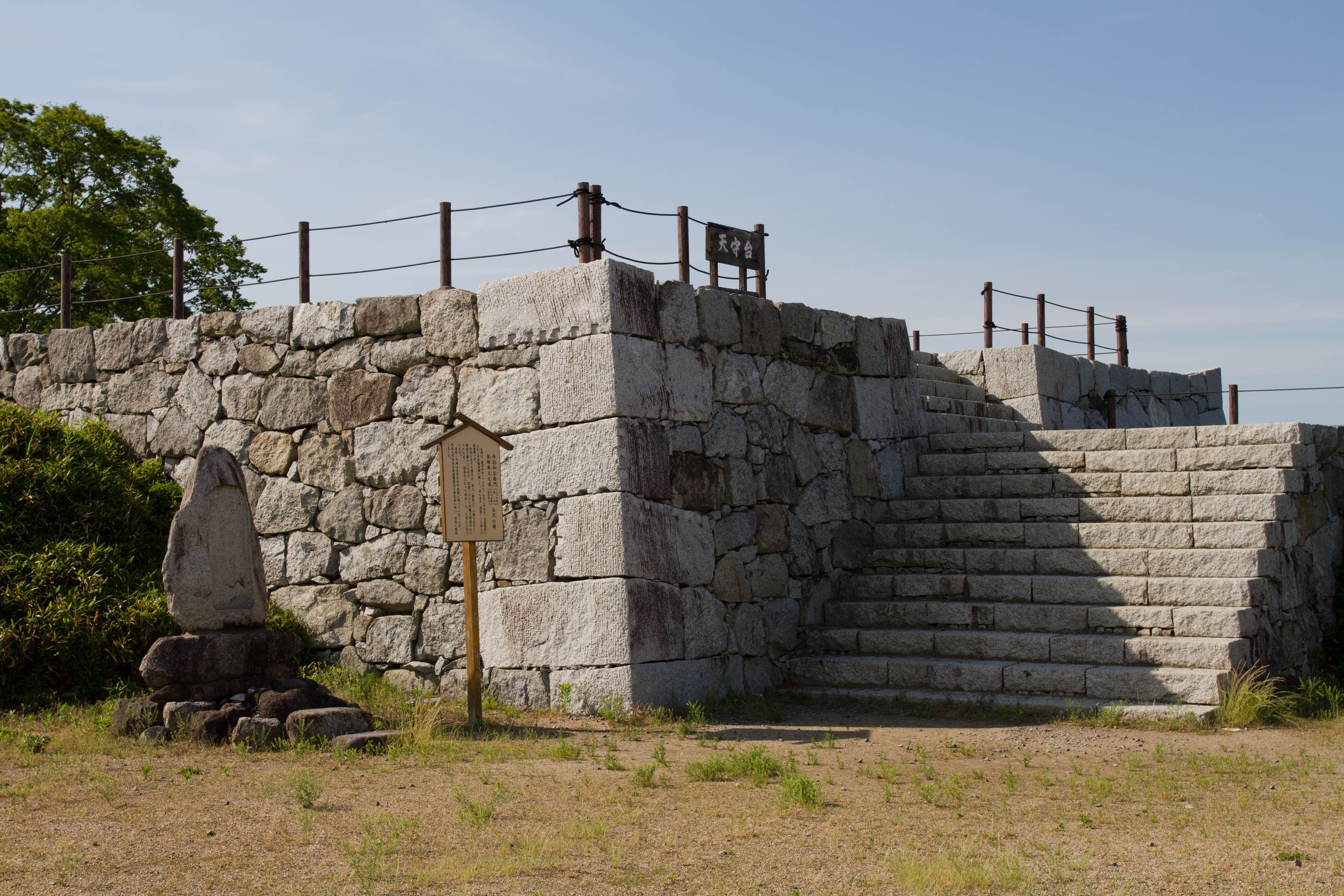
Basis des Burgturms
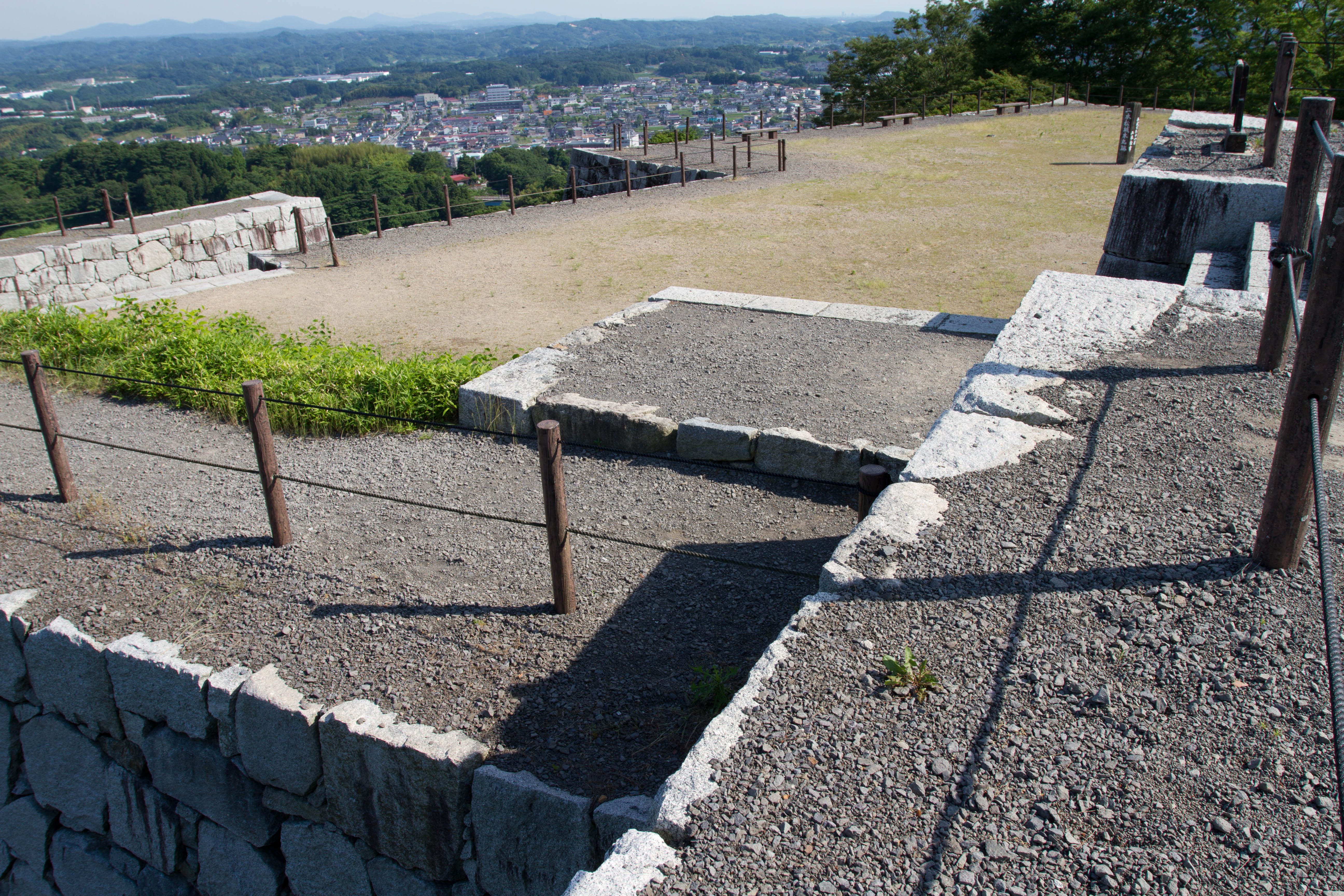
Blick vom Burgturm